# Heinrich Natter

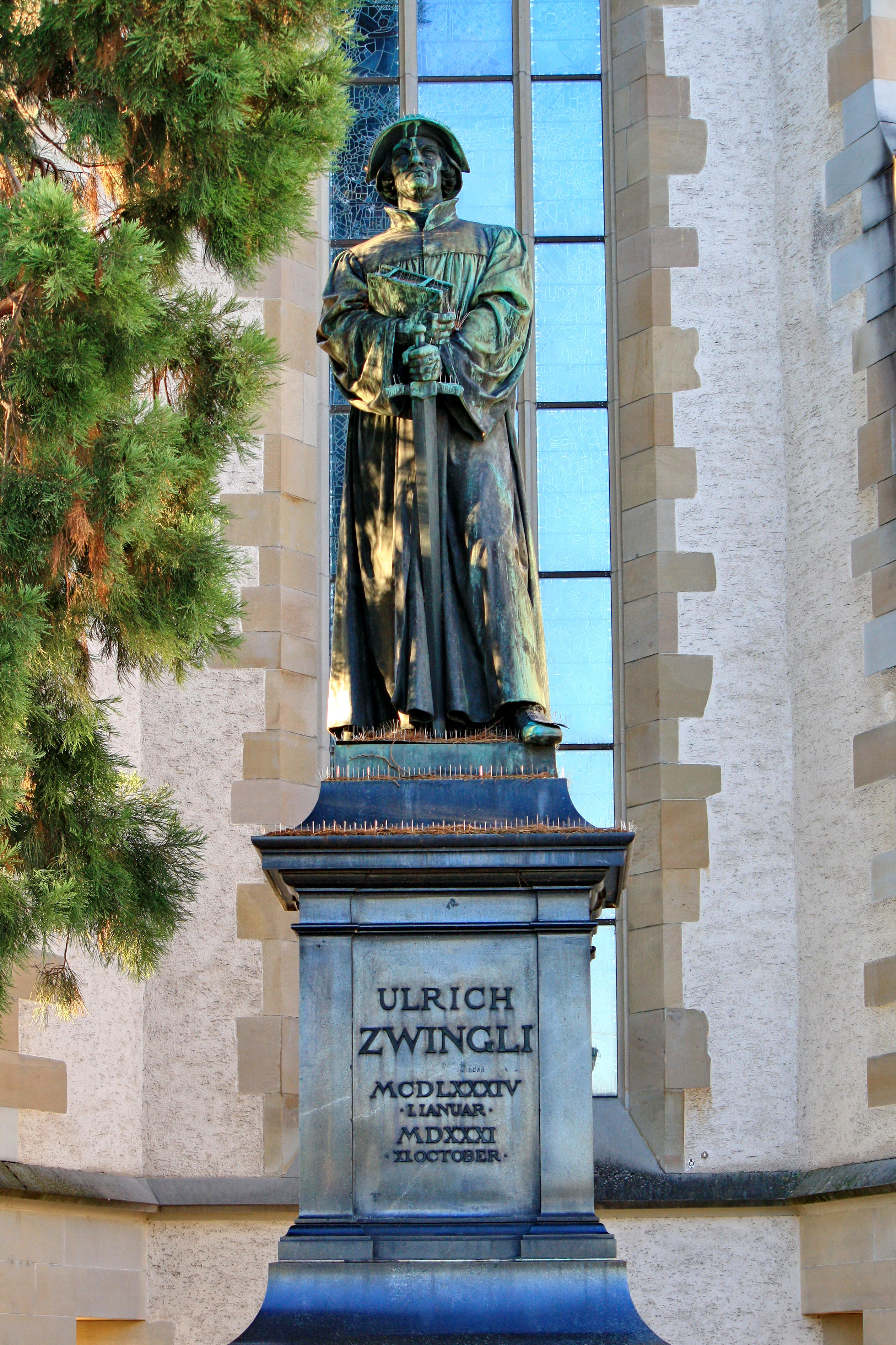
Ulrich Zwingli-emlékmű

Heinrich Natter (Graun im Vinschgau, Tirol (ma: Dél-Tirol), 1844. március 16. – Bécs,  1892. április 13.) osztrák szobrász és író.

## Életpályája
Eleinte az augsburgi műegyetemet látogatta, majd Münchenben Max von Widnmann tanítványa volt. Az Olaszországban töltött néhány év után egy ideig Münchenben tartózkodott, azután végleg Bécsben telepedett le. Bécsben alkotta legsikeresebb műveit, de jól ismert zürichi Ulrich Zwingli-emlékműve is.

## Művei

### Korai művei
- Wotan isten nagy szobra;[7]
- Alvó szatír feje;
- A három párka, a Bécs mellett levő Ober-St.-Veit temetőjének egyik síremlékén.

### Érett művei
- Ulrich Zwingli-emlékmű (bronz, (Zürich, Wasserkirche(wd));
- Haydn márványszobra (Bécs, 1887);
- Szobrok a bécsi  Burgtheater számára (1887)
- Laube(wd) és Dingelstedt szobrai a bécsi udvari színház számára;
- Walther von der Vogelweide szobra (Bozen);
- Andreas Hofer-emlékmű (bronz, Bergisel(wd) hegy, Innsbruck mellett);
- I. Frigyes Vilmos hesseni őrgróf(wd), az utolsó hesseni őrgróf emlékműve (Hořovicei kastély(wd))

## Emlékezete
1894-ben Bécs  Hernals nevű negyedében (17. kerület) róla nevezték el a Nattergassét.